# غرير بن عطيفة (كعيدنة)

تعديل مصدري - تعديل

غرير بن عطيفة هي إحدى قرى عزلة الغربي بمديرية كعيدنة التابعة لمحافظة حجة، بلغ تعداد سكانها 189 نسمة حسب تعداد اليمن لعام 2004.